# Martin Ševela
Martin Ševela (Most pri Bratislave, 20 november 1975) is een Slowaaks voetbaltrainer en voormalig voetballer.

## Erelijst als trainer
| Slowaaks Landskampioenschap | 2x | 2014/15, 2015/16 |
| Slowaakse beker             | 2x | 2014/15, 2015/16 |